# FIA Girls on Track – Rising Stars
FIA Girls on Track – Rising Stars program blev skabt i et samarbejde mellem FIA's Women in Motorsports Commission og Ferrari Driver Academy for at støtte unge kvindelige kørere. Der blev i alt gennemført fire udgaver af programmet fra og med 2020 til 2023.
Hver test inkluderede en træningslejr og en konkurrence. Talentspejdere mindskede dernæst antallet af kørere til fire finalister, hvoraf den ene vandt. Fra 2021 blev kørerne delt i to kategorier: Junior (12–14) og Senior (14–16).
Vinderne de enkelte år var
- 2020: Maya Weung fra Nederland
- 2021: Senior: Laura Camps Torras fra Spanien
- 2022: Senior: Aurelia Nobels fra Belgien
- 2023: Senior: Alba Hurup Larsen fra Danmark. Deltog senere i F1 Academy og Ferrari Driver Academy[5]